# Благословенна
Благослове́нна — село в Україні, у Божедарівській селищній громаді Кам'янського району Дніпропетровської області.
Населення — 64 мешканця.

## Географія
Село Благословенна розташоване на правому березі річки Суха Саксагань, вище за течією на відстані 2 км розташоване село Поляна, нижче за течією на відстані 1 км розташоване село Андріївка. Річка в цьому місці пересихає, на ній зроблена невелика загата.

## Населення

### Мова
Розподіл населення за рідною мовою за даними перепису 2001 року:
| Мова       | Відсоток |
| ---------- | -------- |
| українська | 93,8 %   |
| російська  | 6,2 %    |